# Aracely García-Granados
Aracely García-Granados (El Salvador; 18 de noviembre de 1969) ha colaborado en el proceso de ampliar la comunicación entre los gobiernos de México y Estados Unidos, en beneficio de las poblaciones que ubican en ambos lados de la frontera.
Desde 2008 es la directora ejecutiva de Mexicans and Americans Thinking Together (MATT), cuya visión es crear y promover políticas públicas que sirvan para acortar la brecha de desarrollo entre México y Estados Unidos mediante líneas de acción estratégicas y formación de alianzas.
De padres guatemaltecos, nació en El Salvador, y es Licenciada en Administración Hotelera por L’école hôtelière Les Roches, Suiza; y Maestra en Administración y Políticas Públicas por IEXE Universidad. Antes de unirse como Directora Ejecutiva de Mexicans and Americans Thinking Together (MATT), Aracely García-Granados trabajó durante 14 años en Altos Hornos de México S.A. De C.V. (AHMSA). En AHMSA,se desempeñó como asesora del Presidente del Consejo de Administración a cargo de la División de Desarrollo de Nuevos Proyectos y Directora de Real Del Monte Orfebres en Pachuca, Hidalgo. La Lic. Garcia-Granados es miembro del Consejo del Free Trade Alliance y fue nombrada miembro del año en el TLC en 2007. También es miembro del Consejo de la Organización Earn-a-Bike Coop en San Antonio, Texas, y miembro de San Antonio 100, un grupo exclusivo de mujeres líderes. Aracely García-Granados ha participado en varios paneles en México, Estados Unidos y Guatemala compartiendo su experiencia de trabajo en el campo de migración en retorno, relaciones bilaterales, desarrollo económico México - Estados Unidos y  en el de integración de migrantes en Estados Unidos para apoyar a sus familiares a superarse en sus comunidades..

## Primeros años
Aracely García-Granados nació el 18 de noviembre de 1969 en El Salvador siendo sus padres Jorge García-Granados y Stella Rieger de García-Granados, llegaron como embajadores de Guatemala en El Salvador. De una familia con una amplia trayectoria en posiciones de liderato político y activismo social.  Vivió en Guatemala hasta los 16 años, momento en el que se radicó en Israel, donde su madre llegó como embajadora. Stella Rieger de García-Granados fue también embajadora en Grecia, Polonia, Ucrania y Panamá. Además fungió como  asesora de gobierno para Guatemala en temas relacionados al Medio Oriente.

### Familia
Jorge García-Granados, su abuelo, fue el primer embajador de Guatemala ante las Naciones Unidas, y ocupó luego el mismo cargo en Washington y Londres.  Granados emitió el primer voto a favor de la Partición de Palestina. Guatemala fue el primer país en reconocer al Estado de Israel tras la votación.
Como parte de una línea generacional más amplia, García-Granados es la tataranieta de Miguel García-Granados, quien fuera presidente de Guatemala entre 1871 y 1873. Bajo su mandato se iniciaron los decretos que modificaron radicalmente la política económica y diplomática del régimen guatemalteco. Fue él quien creó el ministerio de Fomento para promover y mejorar el comercio, la agricultura, las obras públicas y las artes.

## Carrera profesional
En 1993, se trasladó a México, donde se desempeñó durante 14 años en Altos Hornos de México como asesora del Presidente del Consejo de Administración, quedando ella a cargo de la División de Desarrollo de Nuevos Proyectos y, posteriormente, fue directora de la empresa Real Del Monte Orfebres en Pachuca, Hidalgo .
Es en 2006 cuando queda establecida legalmente la organización Mexicans and Americans Thinking Together. INC, y Aracely García-Granados recibe la encomienda por parte de su fundador, Alonso Ancira Elizondo, para ser la directora de operaciones de la fundación .Aracely García-Granados abre oficinas de MATT en la Ciudad de México, de modo que fuera posible trabajar más de cerca con el gobierno mexicano.
Durante el tiempo en este cargo, Aracely García-Granados ha liderado los esfuerzos de un equipo de trabajo para crear proyectos colaborativos, así como para elaborar y promover políticas públicas en beneficio de las poblaciones y comunidades que tienen poco o ningún acceso al sistema político, así como riesgo de exclusión social. Sus objetivos y esfuerzos han ido siempre dirigidos a propiciar mejores oportunidades de bienestar y desarrollo promoviendo la colaboración y las buenas prácticas en cada lado de la frontera, para buscar el bienestar de los migrantes, y de los migrantes en retorno.
Como resultado de su dirección y gestión en esta entidad no lucrativa, enfocada en el bienestar social se han desarrollado iniciativas enfocadas a la integración de comunidades en Estados Unidos, educación, salud, desarrollo económico y fundadora de la alianza Bordernomics enfocada en impulsar la integración y el desarrollo económico de la zona fronteriza entre México y Estados Unidos.